# Rondé
Rondé, soms gestileerd als RONDÉ, is een Nederlandse indiepopband. In 2015 won de groep de 3FM Serious Talent Award.

## Geschiedenis
Rondé ontstond in het voorjaar van 2014 uit een schoolopdracht van de Herman Brood Academie. In april nam de band deel aan "Herman Brood Academie on Tour", een korte tournee langs verschillende Nederlandse poppodia. In september 2014 was de groep als OOR Talent deelnemer aan de Popronde. In oktober 2014 werd hun single Run Megahit op NPO 3FM en werd de groep uitgeroepen tot 3FM Serious Talent. Na het optreden op Eurosonic Noorderslag in 2015 werd zangeres Rikki Borgelt aan haar stembanden geopereerd. In april won de band de 3FM Serious Talent Award, een paar dagen later werd We Are One op NPO 3FM de tweede Megahit van Rondé.
Op 13 januari 2017 verscheen het gelijknamige debuutalbum, Rondé. Dat jaar stond Rondé ook op het hoofdpodium van festival Zwarte Cross. Op 8 maart 2019 kwam het tweede album uit, getiteld Flourish. Het album Flourish bevat twaalf nummers, inclusief NPO 3FM Megahit en NPO Radio 2 TopSong Calling. Op 4 augustus 2019 stonden ze in het voorprogramma van James Bay. Op zaterdag 7 september 2019 stond Rondé op het Live on the Beach-festival in Scheveningen. Hier was ook o.a. de band Keane te zien.
In 2020 kwam de single Get to You uit en een jaar later volgde Hard to Say Goodbye, dat in augustus 2021 beloond werd met de Harde Schijf en Favourite Track van Radio 538. Deze single haalde verschillende hitlijsten en stond op de nummer 1-positie in zowel de publieke hitlijst Mega Top 30 op NPO 3FM als in de "100%NL Top 20". Op 5 april 2022 stond Rondé in de Ziggo Dome met Bastille. Op zaterdagavond 10 december dat jaar, trad Rondé op bij het televisieprogramma Even tot hier van BNNVARA op NPO 1, waar ze het nummer Zo gaat dat dus altijd live ten gehore brachten. Een parodie met als onderwerp recent politiek beleid, op de muziek van hun hitsingle Hard to Say Goodbye. 
Rondé stond op 17 juni 2023 voor het eerst op Pinkpop, 16 jaar nadat zangeres Rikki Borgelt hier haar eerste bezoek bracht. Borgelt doet in 2024 mee aan het televisieprogramma Beste Zangers. Aan het einde van dat jaar werd het derde album Ten uitgebracht, met daarop de hits Hard to Say Goodbye, Love Myself, Bright Eyes, Break My Heart, Undecided en Taking My Love Back.

## Discografie

### Albums
| Album    | Verschijnen     | Label     | Hitlijsten | Hitlijsten |
| Album    | Verschijnen     | Label     | NL         | NL         |
| Album    | Verschijnen     | Label     | Piek       | Weken      |
| -------- | --------------- | --------- | ---------- | ---------- |
| Rondé    | 13 januari 2017 | Universal | 18         | 20         |
| Flourish | 8 maart 2019    | Universal | 8          | 3          |
| TEN      | 8 november 2024 | Universal | 5          | 2          |

### Singles
| Lied                     | Verschijnen       | Album    | Hitlijsten | Hitlijsten | Hitlijsten  | Hitlijsten  | Hitlijsten   | Hitlijsten   | Opmerkingen                                        |
| Lied                     | Verschijnen       | Album    | BE (VL)    | BE (VL)    | NL (Top 40) | NL (Top 40) | NL (Top 100) | NL (Top 100) | Opmerkingen                                        |
| Lied                     | Verschijnen       | Album    | Piek       | Weken      | Piek        | Weken       | Piek         | Weken        | Opmerkingen                                        |
| ------------------------ | ----------------- | -------- | ---------- | ---------- | ----------- | ----------- | ------------ | ------------ | -------------------------------------------------- |
| Run                      | 10 oktober 2014   | —        | tip67      | —          | tip2        | —           | —            | —            | 3FM Megahit / Goud in Nederland                    |
| Run (East & Young Remix) | 26 juni 2015      | —        | —          | —          | tip7        | —           | 73           | 5            |                                                    |
| We Are One               | 11 september 2015 | —        | —          | —          | tip12       | —           | —            | —            | 3FM Megahit                                        |
| Why Do You Care          | 19 augustus 2016  | Rondé    | —          | —          | tip1        | —           | —            | —            | 3FM Megahit                                        |
| Naturally                | 6 januari 2017    | Rondé    | —          | —          | 31          | 5           | —            | —            | NPO Radio 2 TopSong                                |
| Headlights               | 13 januari 2017   | Rondé    | —          | —          | tip11       | —           | —            | —            | NPO Radio 2 TopSong                                |
| City Lights              | 13 januari 2017   | Rondé    | —          | —          | tip9        | —           | —            | —            |                                                    |
| Calling                  | 7 september 2018  | Flourish | —          | —          | tip8        | —           | —            | —            | NPO Radio 2 TopSong / 3FM Megahit                  |
| Be Mine                  | 11 januari 2019   | Flourish | —          | —          | tip13       | —           | —            | —            |                                                    |
| Anyone                   | 1 maart 2019      | Flourish | —          | —          | —           | —           | —            | —            |                                                    |
| Get to You               | 11 september 2020 | —        | —          | —          | —           | —           | —            | —            | 3FM Megahit                                        |
| Real Feelings            | 20 november 2020  | —        | —          | —          | —           | —           | —            | —            |                                                    |
| Hard to Say Goodbye      | 11 augustus 2021  | TEN      | —          | —          | 5           | 30          | 20           | 36           | 3FM Megahit / 538 Favourite / Platina in Nederland |
| Love Myself              | 31 maart 2022     | TEN      | —          | —          | 5           | 20          | 17           | 26           | 3FM Megahit / 538 Favourite / Platina in Nederland |
| Bright Eyes              | 23 september 2022 | TEN      | —          | —          | 9           | 26          | 38           | 26           | 3FM Megahit / Goud in Nederland                    |
| Break My Heart           | 9 juni 2023       | TEN      | —          | —          | 9           | 22          | 53           | 20           | Alarmschijf / NPO Radio 2 TopSong / 3FM Megahit    |
| Undecided                | 25 januari 2024   | TEN      | —          | —          | 10          | 22          | 49           | 18           | Alarmschijf                                        |
| Taking My Love Back      | 4 juli 2024       | TEN      | —          | —          | tip1        | —           | —            | —            |                                                    |
| Love of My Life          | 1 november 2024   | TEN      | —          | —          | 15          | 16          | —            | —            | 538 Favourite                                      |
| I Believe in Love        | 8 november 2024   | TEN      | —          | —          | —           | —           | —            | —            | 3FM Megahit / Themalied 3FM Serious Request 2024   |
| How Do I Feel            | 2 mei 2025        | —        | —          | —          | tip2*       | —           | —            | —            |                                                    |

### NPO Radio 2 Top 2000
| Nummers met noteringen in de NPO Radio 2 Top 2000 | '22 | '23  | '24  |
| ------------------------------------------------- | --- | ---- | ---- |
| Bright Eyes                                       | -   | 1866 | 1787 |
| Hard to Say Goodbye                               | 881 | 1387 | 1111 |
| Love Myself                                       | -   | 1753 | 1344 |

1. ↑  Een '-' betekent dat het nummer niet was genoteerd en een vetgedrukt getal geeft de hoogste notering van een nummer aan.
2. ↑  2022 was het eerste jaar met een notering voor Rondé.

### Prijzen
- 2015 - Winnaar 3FM Serious Talent Award
- 2017 - Nominatie 3FM-Awards: Beste album (Rondé) en beste nummer (Naturally)
- 2018 - Winnaar Schaal van Rigter (met Naturally)
- 2022 - Winnaar Schaal van Rigter (met Hard to Say Goodbye)

Radio
Naast prijzen genoemd in bovenstaande singles-tabel
- Run: 2 keer Favoruudschijf
- Why Do You Care: Harde schijf 538
- Naturally: Harde schijf 538
- Get to You: 3FM Megahit
- Hard to Say Goodbye: Harde schijf 538
- Break My Heart: Qmusic alarmschijf, 3FM Megahit, NPO Radio 2 Top Song
- Undecided: Qmusic alarmschijf
- Taking My Love Back: 3FM Megahit, 100% NL Hit van 100